# 圣欧平主教座堂

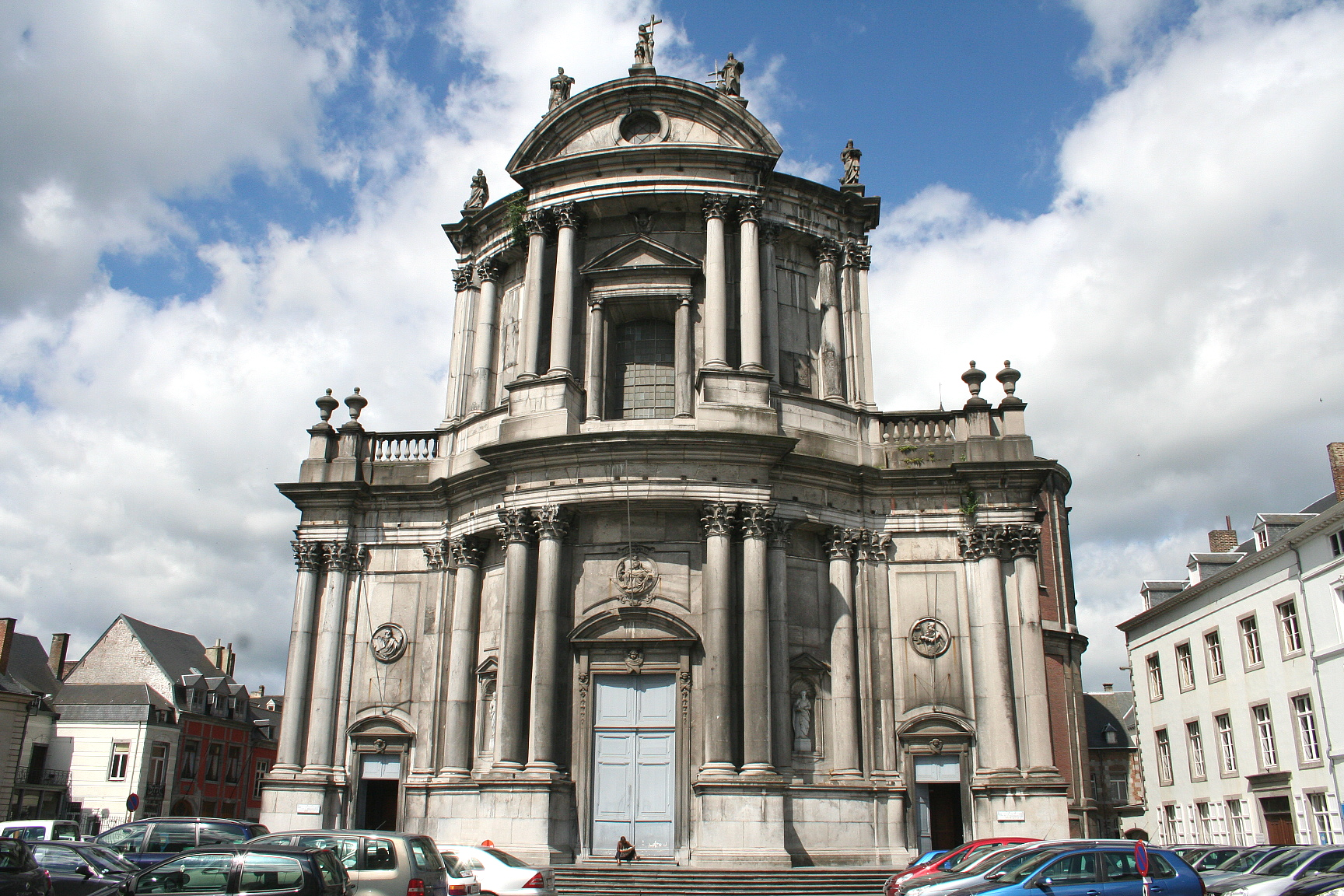
圣欧平大教堂

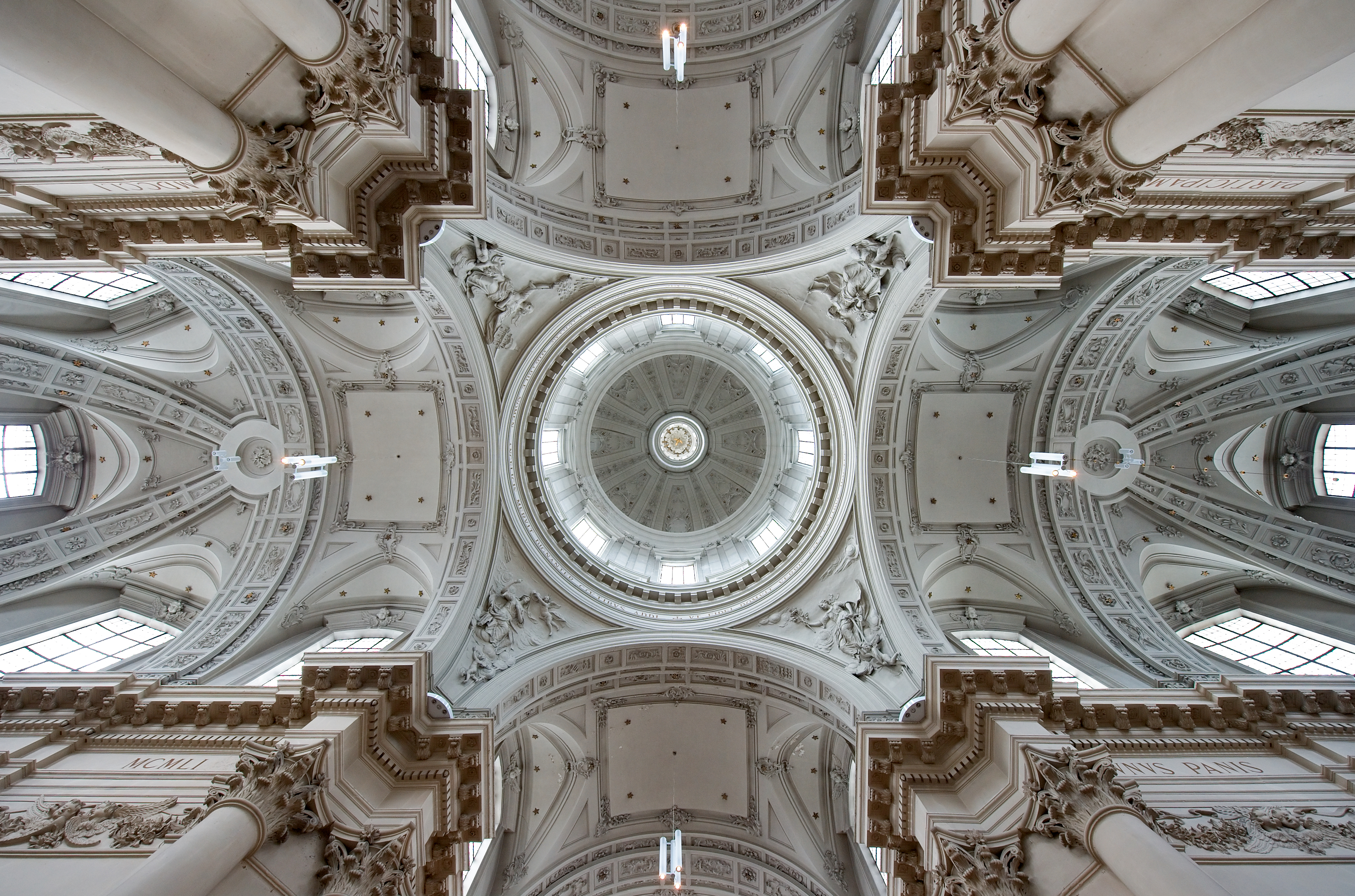
圣欧平大教圆顶

圣欧平大教堂（St Aubin's Cathedral），位于比利时瓦隆行政区那慕尔，是比利时唯一的一座后巴洛克学院风格的教堂。在一个北方的城市里有这么一座意大利的建筑似乎出人意料，实际上它是由提契诺建筑设计师加埃塔诺·马泰奥·皮索尼（Gaetano Matteo Pisoni）设计，它是唯一的一座1559年后在低地国家建造的主座教堂，当时荷兰的大部分教会已经重组。
教堂内部有丰富的雕刻装饰，科林斯柱式之间的水果和鲜花带状雕刻花纹围绕教堂一周。教堂没有使用任何色彩，而采用建筑自身的丰富层次变化和穹顶上的浮雕。原址上以前的罗马教堂的塔楼被保留。如今教堂被列入瓦隆地区的主要文物。